# ルイージ・ベルルスコーニ
ルイージ・ベルルスコーニ（Luigi Berlusconi、1988年9月27日 - ）は、企業幹部であり、フィニンヴェスト顧問、Holding Quattordicesima社長を務めている。Holding Quattordicesimaの株を、姉のマレーナ、バーバラと共に、21，42％握っている。ACミランに対しても相当の発言力を有している。